# Asura metamelas
Asura metamelas är en fjärilsart som beskrevs av George Francis Hampson 1893. Asura metamelas ingår i släktet Asura och familjen björnspinnare. Inga underarter finns listade i Catalogue of Life.